# Daloc
Daloc är ett koncern som tillverkar klassade brand-, ljud- och säkerhetsdörrar. 
Koncernen består av Daloc Futura AB, Daloc AB, Daloc Trädörrar AB, Daloc Danmark A/S, Daloc Norge AS, Daloc Nederland B.V. och Daloc Deutschland GmbH samt Secor AB och Orresta Dörr AB i Kärsta. 
Tillverkningen sker i Töreboda och Mellerud. Produkterna säljs via egna säljbolag i Skandinavien och övriga Europa. 
Företagets omsättning 2023 var dryga 1,5 miljarder kronor 

## Historia
Företaget grundades 1942 av John W Johansson och blev aktiebolag 1943 under namnet Industriaktiebolaget Dahlstedt & Johansson. Verksamheten var då i Lidköping och innefattade branddörrar och kassaskåp. Verksamheten växte i takt med ökade krav på brandskydd och det omfattande bostadsbyggandet. Sedan 1956 är huvudkontoret i Töreboda.
1988 ändrades namnet till Daloc. 
Under många var Inga-Lisa Johansson ledare för företaget och utvecklade det till en internationell verksam koncern.